# Elisabeth Moore
Pour les articles homonymes, voir Holmes et Moore.
Elisabeth « Bessie » Holmes Moore (née le 5 mars 1876 à Brooklyn - décédée le 22 janvier 1959 à Starke, Floride) est une joueuse de tennis américaine de la fin du XIXe siècle et du début du XXe.
Multiple gagnante de l'US Women's National Championship (en simple, double dames et mixte), elle est membre du International Tennis Hall of Fame depuis 1971.

## Palmarès (partiel)

### Titres en simple dames
| No | Date       | Nom et lieu du tournoi                  | Catégorie | Surface      | Finaliste         | Score                   |          |
| -- | ---------- | --------------------------------------- | --------- | ------------ | ----------------- | ----------------------- | -------- |
| 1  | 17/06/1896 | US National Championships, Philadelphie | G. Chelem | Gazon (ext.) | Juliette Atkinson | 6-4, 4-6, 6-2, 6-2      | Parcours |
| 2  | 25/06/1901 | US National Championships, Philadelphie | G. Chelem | Gazon (ext.) | Myrtle McAteer    | 6-4, 3-6, 7-5, 2-6, 6-2 | Parcours |
| 3  | 24/06/1903 | US National Championships, Philadelphie | G. Chelem | Gazon (ext.) | Marion Jones      | 7-5, 8-6                | Parcours |
| 4  | 20/06/1905 | US National Championships, Philadelphie | G. Chelem | Gazon (ext.) | Helen Homans      | 6-4, 5-7, 6-1           | Parcours |

### Finales en simple dames
| No | Date       | Nom et lieu du tournoi                  | Catégorie | Surface      | Vainqueure        | Score                   |          |
| -- | ---------- | --------------------------------------- | --------- | ------------ | ----------------- | ----------------------- | -------- |
| 1  | 21/06/1892 | US National Championships, Philadelphie | G. Chelem | Gazon (ext.) | Mabel Cahill      | 5-7, 6-3, 6-4, 4-6, 6-2 | Parcours |
| 2  | 15/06/1897 | US National Championships, Philadelphie | G. Chelem | Gazon (ext.) | Juliette Atkinson | 6-3, 6-3, 4-6, 3-6, 6-3 | Parcours |
| 3  | 21/06/1902 | US National Championships, Philadelphie | G. Chelem | Gazon (ext.) | Marion Jones      | 6-1, 1-0, ab.           | Parcours |
| 4  | 21/06/1904 | US National Championships, Philadelphie | G. Chelem | Gazon (ext.) | May Sutton        | 6-1, 6-2                | Parcours |

### Titres en double dames
| No | Date       | Nom et lieu du tournoi                 | Catégorie | Surface      | Partenaire        | Finalistes                    | Score         |          |
| -- | ---------- | -------------------------------------- | --------- | ------------ | ----------------- | ----------------------------- | ------------- | -------- |
| 1  | 17/06/1896 | US National Championships Philadelphie | G. Chelem | Gazon (ext.) | Juliette Atkinson | Annabella Wistar Amy Williams | 6-4, 7-5      | Parcours |
| 2  | 24/06/1903 | US National Championships Philadelphie | G. Chelem | Gazon (ext.) | Carrie Neely      | Miriam Hall Marion Jones      | 8-6, 6-1, 6-1 | Parcours |

### Finales en double dames
| No | Date       | Nom et lieu du tournoi                 | Catégorie | Surface      | Vainqueures                      | Partenaire   | Score           |          |
| -- | ---------- | -------------------------------------- | --------- | ------------ | -------------------------------- | ------------ | --------------- | -------- |
| 1  | 25/06/1895 | US National Championships Philadelphie | G. Chelem | Gazon (ext.) | Juliette Atkinson Helen Hellwig  | Amy Williams | 6-2, 6-3, 12-10 | Parcours |
| 2  | 25/06/1901 | US National Championships Philadelphie | G. Chelem | Gazon (ext.) | Juliette Atkinson Myrtle McAteer | Marion Jones | Forfait         | Parcours |
| 3  | 21/06/1904 | US National Championships Philadelphie | G. Chelem | Gazon (ext.) | Miriam Hall May Sutton           | Carrie Neely | 3-6, 6-3, 6-3   | Parcours |

### Titres en double mixte
| No | Date       | Nom et lieu du tournoi                 | Catégorie | Surface      | Partenaire  | Finalistes                       | Score    |          |
| -- | ---------- | -------------------------------------- | --------- | ------------ | ----------- | -------------------------------- | -------- | -------- |
| 1  | 21/06/1902 | US National Championships Philadelphie | G. Chelem | Gazon (ext.) | Wylie Grant | Elizabeth Rastall Albert Hoskins | 6-2, 6-1 | Parcours |
| 2  | 21/06/1904 | US National Championships Philadelphie | G. Chelem | Gazon (ext.) | Wylie Grant | May Sutton F.B. Dallas           | 6-2, 6-1 | Parcours |

### Finales en double mixte
| No | Date       | Nom et lieu du tournoi                 | Catégorie | Surface      | Vainqueures                    | Partenaire      | Score    |          |
| -- | ---------- | -------------------------------------- | --------- | ------------ | ------------------------------ | --------------- | -------- | -------- |
| 1  | 21/06/1892 | US National Championships Philadelphie | G. Chelem | Gazon (ext.) | Mabel Cahill Clarence Hobart   | Rodmond Beach   | 6-1, 6-3 | Parcours |
| 2  | 20/06/1905 | US National Championships Philadelphie | G. Chelem | Gazon (ext.) | Augusta Hobart Clarence Hobart | Edward Dewhurst | 6-2, 6-4 | Parcours |

## Parcours en Grand Chelem (partiel)
Si l’expression « Grand Chelem » désigne classiquement les quatre tournois les plus importants de l’histoire du tennis, elle n'est utilisée pour la première fois qu'en 1933, et n'acquiert la plénitude de son sens que peu à peu à partir des années 1950.

### En simple dames
| Année | - | - | Championnat de France | Championnat de France | Wimbledon | Wimbledon | US National        | US National    |
| 1892  | - | - | -                     | -                     | -         | -         | Ch. R. finale      | Mabel Cahill   |
| 1893  | - | - | -                     | -                     | -         | -         | 1/2 finale         | Aline Terry    |
| 1895  | - | - | -                     | -                     | -         | -         | All comer's finale | J. Atkinson    |
| 1896  | - | - | -                     | -                     | -         | -         | Ch. R. victoire    | J. Atkinson    |
| 1897  | - | - | -                     | -                     | -         | -         | Ch. R. finale      | J. Atkinson    |
| 1901  | - | - | -                     | -                     | -         | -         | Ch. R. victoire    | Myrtle McAteer |
| 1902  | - | - | -                     | -                     | -         | -         | Ch. R. finale      | Marion Jones   |
| 1903  | - | - | -                     | -                     | -         | -         | Ch. R. victoire    | Marion Jones   |
| 1904  | - | - | -                     | -                     | -         | -         | Ch. R. finale      | May Sutton     |
| 1905  | - | - | -                     | -                     | -         | -         | Victoire           | Helen Homans   |

À droite du résultat, l’ultime adversaire.

### En double dames
| Année | - | - | Championnat de France | Championnat de France | Wimbledon | Wimbledon | US National              | US National               |
| 1892  | - | - | -                     | -                     | -         | -         | 1/2 finale A. Schultz    | Mabel Cahill A. McKinlay  |
| 1893  | - | - | -                     | -                     | -         | -         | 1/2 finale Helen Hellwig | H. Butler Aline Terry     |
| 1895  | - | - | -                     | -                     | -         | -         | Finale Amy Williams      | J. Atkinson Helen Hellwig |
| 1896  | - | - | -                     | -                     | -         | -         | Victoire J. Atkinson     | A. Wistar Amy Williams    |
| 1901  | - | - | -                     | -                     | -         | -         | Finale Marion Jones      | J. Atkinson M. McAteer    |
| 1902  | - | - | -                     | -                     | -         | -         | 1/2 finale Carrie Neely  | Maud Banks W. Closterman  |
| 1903  | - | - | -                     | -                     | -         | -         | Victoire Carrie Neely    | Miriam Hall Marion Jones  |
| 1904  | - | - | -                     | -                     | -         | -         | Finale Carrie Neely      | Miriam Hall May Sutton    |

Sous le résultat, la partenaire ; à droite, l’ultime équipe adverse.

### En double mixte
| Année | - | - | Championnat de France | Championnat de France | Wimbledon | Wimbledon | US National                | US National            |
| 1892  | - | - | -                     | -                     | -         | -         | Finale Rodmond Beach       | Mabel Cahill C. Hobart |
| 1893  | - | - | -                     | -                     | -         | -         | 1er tour (1/8) Mr Johnston | A. Wistar Mr Brown     |
| 1902  | - | - | -                     | -                     | -         | -         | Victoire Wylie Grant       | E. Rastall A. Hoskins  |
| 1904  | - | - | -                     | -                     | -         | -         | Victoire Wylie Grant       | May Sutton F.B. Dallas |
| 1905  | - | - | -                     | -                     | -         | -         | Finale E. Dewhurst         | A. Hobart C. Hobart    |

Sous le résultat, le partenaire ; à droite, l’ultime équipe adverse.